# Miraces
Miraces is een geslacht van kevers uit de familie bladkevers (Chrysomelidae).
De wetenschappelijke naam van het geslacht werd in 1888 gepubliceerd door Martin Jacoby.

## Soorten
- Miraces aeneipennis (Jacoby, 1888)
- Miraces barberi (Blake, 1951)
- Miraces dichroa (Suffrian, 1868)
- Miraces glaber (Blake, 1946)
- Miraces modesta (Horn, 1893)
- Miraces placida (Horn, 1893)